# Powerscourt House (Dublin)
Powerscourt House est un édifice néo-classique de Dublin. Elle est l'ancienne maison de ville à Dublin du vicomte Powerscourt et maintenant le Powerscourt Townhouse Centre, situé sur South William Street, à Dublin.

## Histoire
L'édifice a été construit au XVIIIe siècle pour Richard Wingfield, 3e vicomte Powerscourt. Il était membre de la Chambre des Lords irlandaise. La maison de ville lui a permis, à lui et à sa famille, d'y séjourner lorsqu'ils venaient de leur domaine de Powerscourt à Enniskerry, dans le comté de Wicklow.
La maison a été conçue par Robert Mack et date de 1771 à 1774, et a été qualifiée de « palladianisme du dernier souffle à grande échelle dans une rue étroite ». La cour à l'arrière du bâtiment a été créée avec l'ajout de 3 immeubles de bureaux en briques brunes de 1809 à 1811.
Quelques années après l'abolition du Parlement d'Irlande, le vicomte a vendu cette résidence de Dublin puisqu'il a désormais obtenu son siège à la Chambre des Lords de Londres. De nombreux autres pairs ont également vendu leurs somptueuses résidences de Dublin, ce qui a entraîné un déclin économique et culturel de la ville.
Le gouvernement a acheté la propriété pour 15 000 £ et entre 1811 et 1835, le bureau des timbres, où des timbres de journaux imprimés, sorte de timbre fiscal, étaient appliqués aux journaux, revues et périodiques, était situé à Powerscourt House.

## Centre commercial
Powerscourt House a été achetée et réaménagée en centre commercial entre 1978 et 1981. Le journaliste Frank McDonald a décrit la conversion du bâtiment comme « imaginative » et « le centre commercial le plus intelligent de la ville »,.

## Galerie

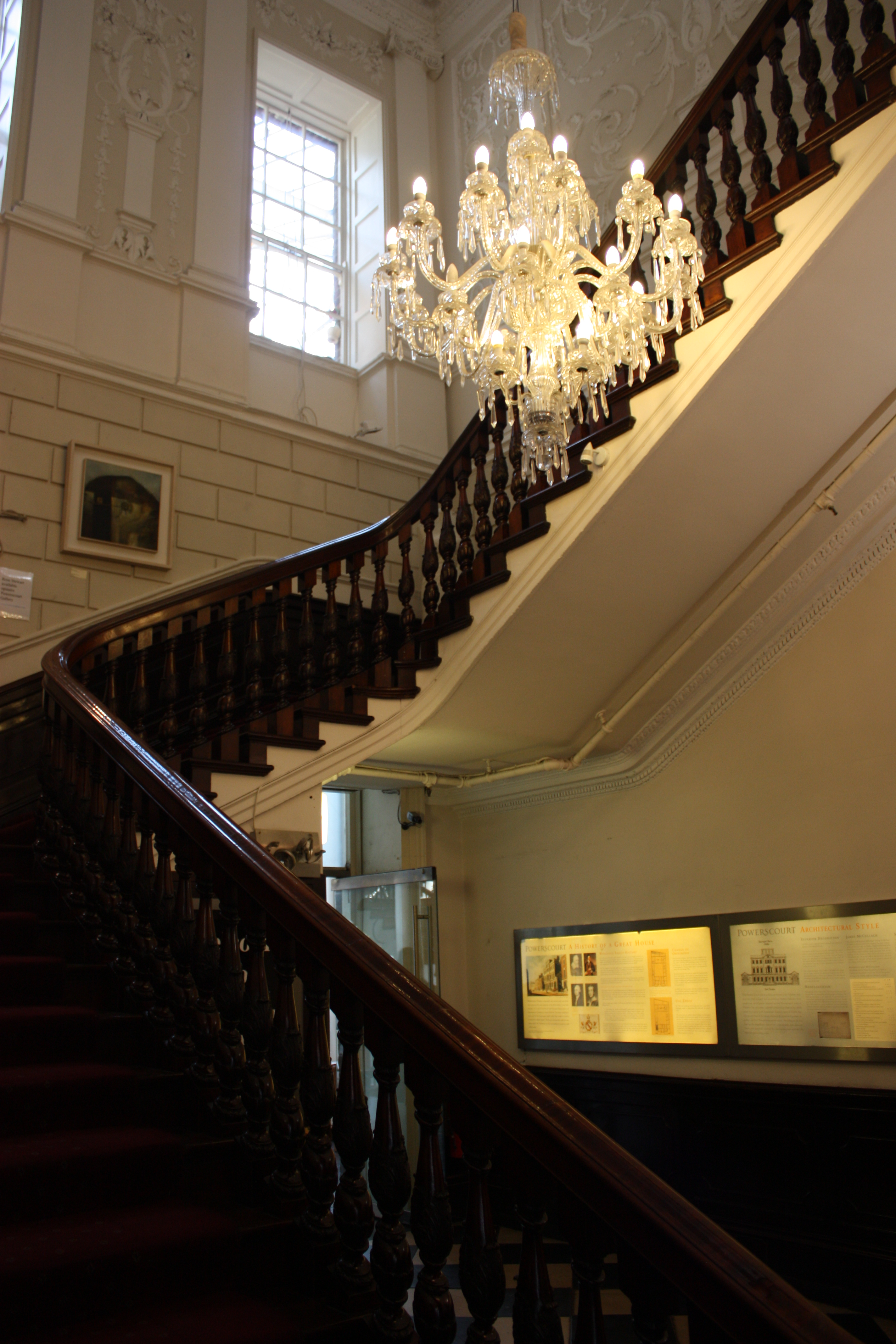
Escalier principal
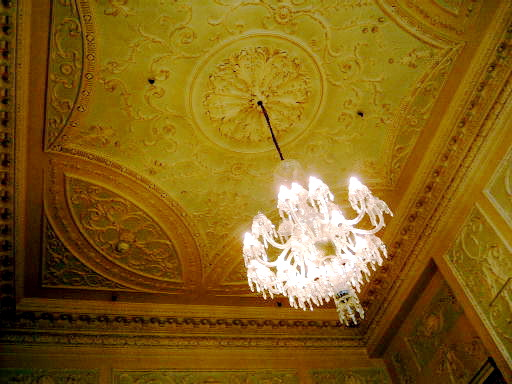
Plafond d'escalier

## Source de la traduction
- (en) Cet article est partiellement ou en totalité issu de l’article de Wikipédia en anglais intitulé « Powerscourt House, Dublin » (voir la liste des auteurs).